# Symphonie no 4 de Michael Haydn
Pour les articles homonymes, voir Symphonie no 4.
La Symphonie no 4 en si bémol majeur Perger 51, Sherman 4, MH 62 est une symphonie de Michael Haydn, qui a été composée à Salzbourg et terminée le 7 décembre 1763.

## Analyse de l'œuvre
La symphonie est écrite pour 2 hautbois, 2 bassons, 2 cors et les cordes.
Elle comporte trois mouvements :
1. Allegro, en si bémol majeur
2. Andante, en mi bémol majeur, dit La Confidenza
3. Allegro molto